# جیسون ویلس
جیسون ویلس (به انگلیسی: Jason Wiles) (زاده ۲۵ آوریل ۱۹۷۰) بازیگر آمریکایی است.
از فیلم‌های معروف او می‌توان به بازی در مجموعه دیدبان سوم، وسایل نقلیه جاده، آموزش برتر و قلب یک مخاطب اشاره کرد.